# Abrigo de la Cerrada del Tío Jorge
El abrigo de la Cerrada del Tío Jorge (también, Cerrada del Tío José), es un lugar arqueológico situado en Tormón, municipio de la provincia de Teruel (Comunidad Autónoma de Aragón, España).

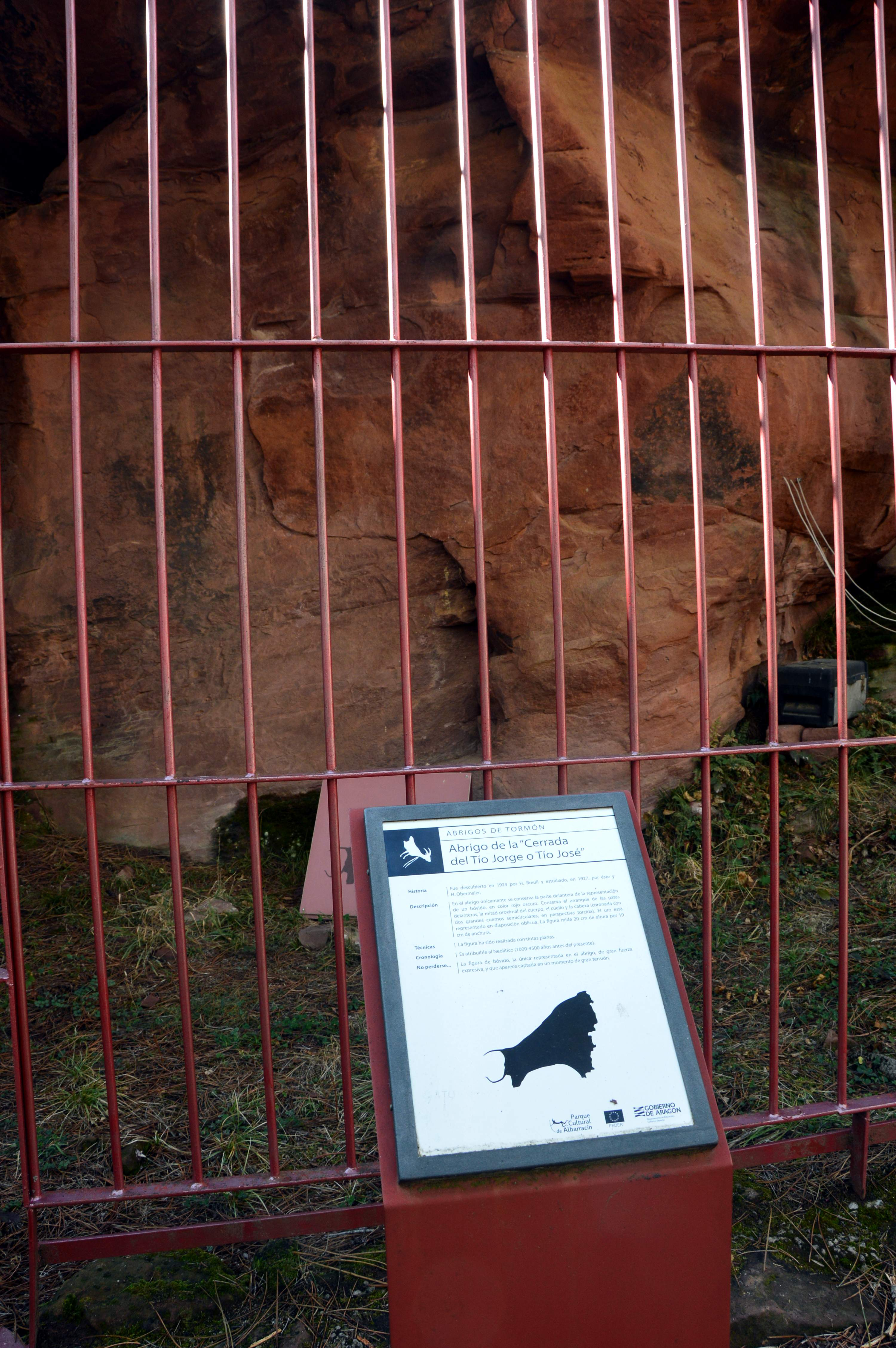
Detalle de panel y verja de protección en el abrigo de la Cerrada del Tío Jorge en el Prado de Tormón, Parque Cultural de Albarracín (2018).

Pertenece al conjunto de abrigos rupestres del «Prado de Tormón», del Parque Cultural de Albarracín, declarado Patrimonio de la Humanidad por la UNESCO (1998) (ref. 874.647).

## Historia

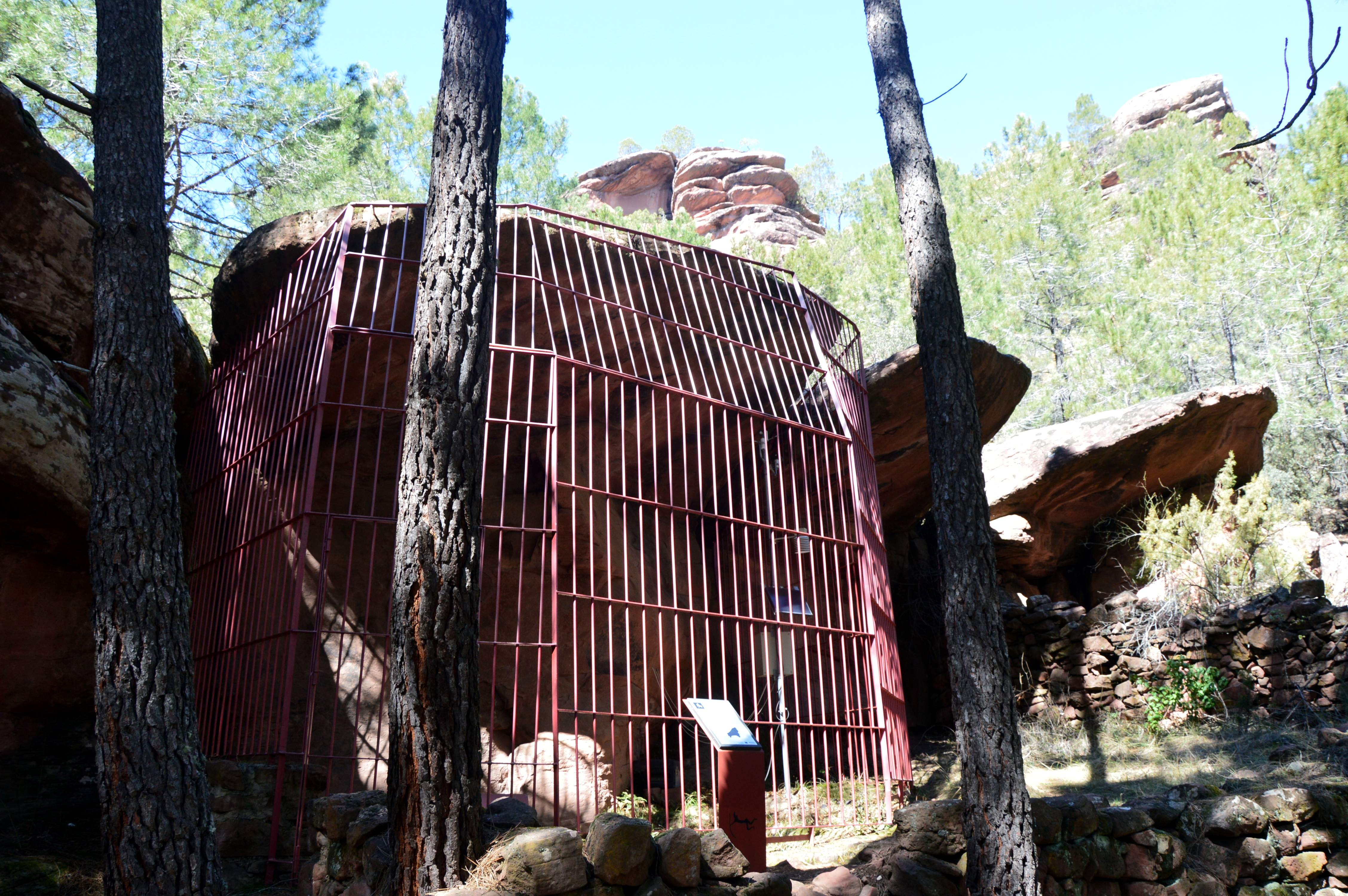
Vista exterior del abrigo

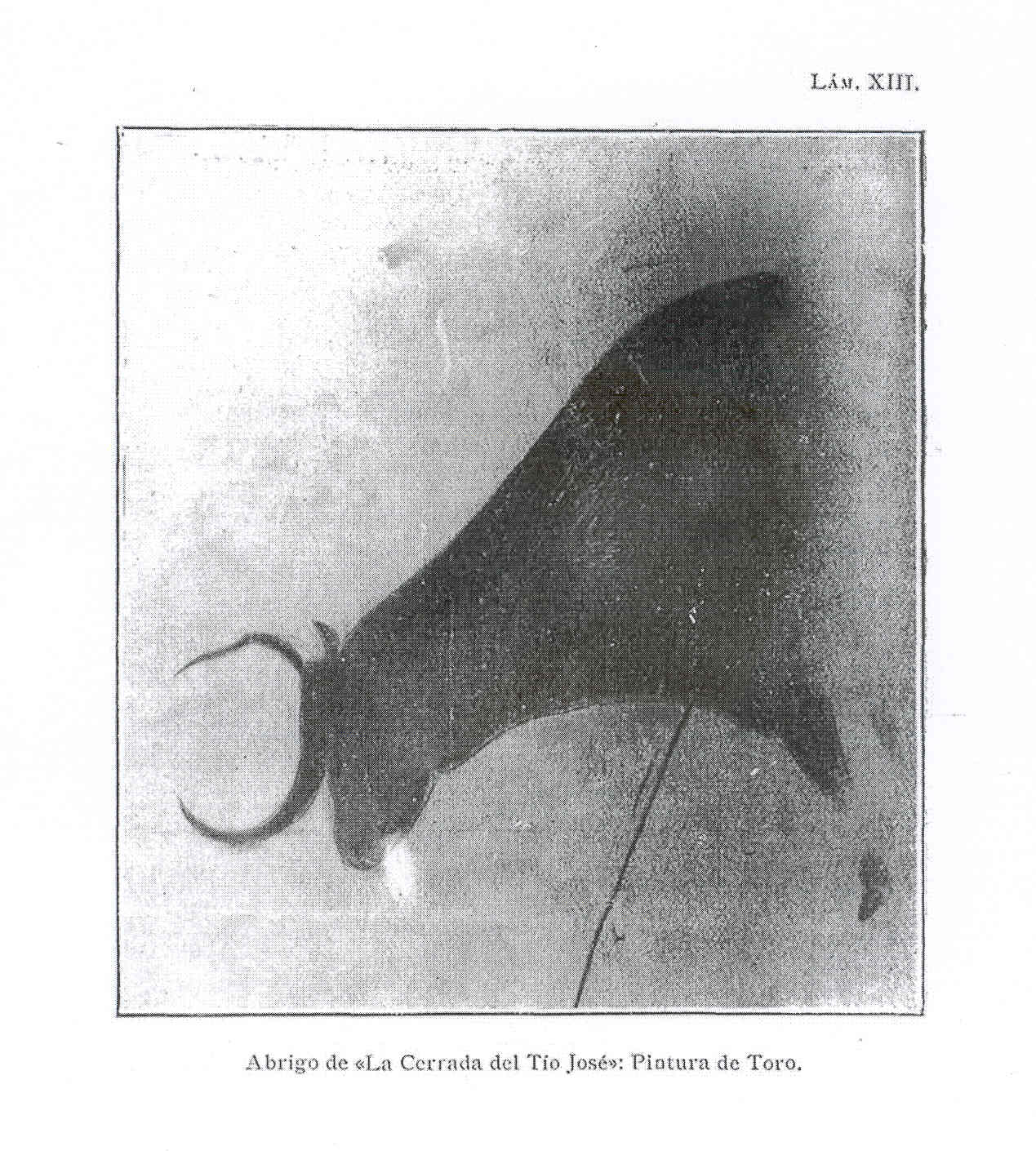
Detalle de pintura rupestre correspondiente al abrigo de la Cerrada del Tío José (Lámina XIII: Tomado de Breuil y Obermaier, 1927).

Descubierto por Henri Breuil y Hugo Obermaier, en 1927. Posteriormente, la única pintura de este abrigo fue estudiada por Antonio Beltrán Martínez (1968), Martín Almagro (1970) y Fernando Piñón (1982), siendo la última revisión la de Manuel Bea y Jorge Angás (2015).--

## Ubicación y descripción
El abrigo se halla en el «Prado de Tormón», junto a la Casa Forestal de Tormón, un lugar estratégico situado a unos 4,5 km de la villa, en posición septentrional respecto de la misma. El abrigo corresponde a un antiguo aprisco o covacha de ganado, recinto circundado por un muro anterior de piedra y protegido por una visera rocosa. La pintura se halla sobre un muro liso, a unos dos metros del piso del suelo, representa a un toro orientado hacia la izquierda, con la cabeza gacha, en actitud de embestida. Del bóvido solo se conserva la parte anterior (cabeza, cuello y arranque de las patas delanteras), lo que supone una superficie pintada de unos 20 cm de largo. El animal luce fina cornamenta, tipo medialuna (semicircular).
La descripción inicial recoge «una línea delgada y derecha que parece representar una azagaya clavada en el pecho» del toro (Breuil y Obermanier, 1927:530-531), elemento que no aparece en descripciones posteriores, como tampoco la actitud del animal. Los últimos estudios permiten ratificar las primeras observaciones:

La realización del calco actualizado nos ha permitido apreciar un mayor número de elementos del tercio delantero del animal, detalles o zonas poco visibles, pudiéndose confirmar la existencia del elemento lineal ya descrito en el primer estudio del conjunto, y que interpretamos igualmente como una lanza clavada en el pecho del toro.
Las pinturas rupestres de Bezas y Tormón (Teruel), Manuel Bea y Jorge Angás 

## Técnicas pictóricas
Representado en disposición oblicua, actitud estática, pintado en tonos oscuros con tintas planas.

## Estilo
Levantino muy naturalista.

## Cronología
Neolítico (entre 7000-5000 años antes del presente).

## Información
Para la visita de los abrigos rupestres de Tormón resulta aconsejable la utilización de una «Guía Didáctica» –Sendero por el Arte Rupestre de Tormón (2017)-: editada por el Ayuntamiento de Tormón, en colaboración con la Dirección General de Cultura y Patrimonio del Gobierno de Aragón.